# Bulgaria ai Giochi della XXII Olimpiade
La Bulgaria partecipò ai Giochi della XXII Olimpiade, svoltisi a Mosca, Unione Sovietica, dal 19 luglio al 3 agosto 1980, con una delegazione di 271 atleti impegnati in venti discipline.

## Medaglie
| Medaglia | Nome     | Sport         | Evento           |
| -------- | -------- | ------------- | ---------------- |
| Argento  | Bulgaria | Pallacanestro | Torneo femminile |

## Risultati

### Pallacanestro
- Donne

| Atleta | Classifica |
| --- | ---------- |
| V · D · M Nazionale bulgara - Pallacanestro ai Giochi della XXII Olimpiade - Torneo femminile 4 Golčeva · 5 Metodieva · 6 Makaveeva · 7 S. Mihajlova · 8 Dermendžieva · 9 Bogdanova · 10 A. Mihajlova · 11 Dilova · 12 Slavčeva · 13 Radkova · 14 Germanova · 15 Stojanova · All. Ivan Gălăbov | Argento    |
| Nazionale bulgara - Pallacanestro ai Giochi della XXII Olimpiade - Torneo femminile |            |
| 4 Golčeva · 5 Metodieva · 6 Makaveeva · 7 S. Mihajlova · 8 Dermendžieva · 9 Bogdanova · 10 A. Mihajlova · 11 Dilova · 12 Slavčeva · 13 Radkova · 14 Germanova · 15 Stojanova · All. Ivan Gălăbov                                                                                               |            |

### Pallanuoto
| Atleta | Classifica |                     |
| --- | --- | ------------------- |
| V · D · M Nazionale maschile bulgara di pallanuoto · Giochi olimpici - Mosca 1980 Sirakov • Andreev • Kiryakov • Denchev • Nanov • Partalev • Kostadinov • Stamatov • Georgiev • Popov • Gospodinov · CT : - | 11° |                     |
| Nazionale maschile bulgara di pallanuoto · Giochi olimpici - Mosca 1980 | |                     |
| Sirakov • Andreev • Kiryakov • Denchev • Nanov • Partalev • Kostadinov • Stamatov • Georgiev • Popov • Gospodinov · CT: -                                                                                    | Sirakov • Andreev • Kiryakov • Denchev • Nanov • Partalev • Kostadinov • Stamatov • Georgiev • Popov • Gospodinov · CT: - | Bulgaria (bandiera) |